# Cinta Rakyat (Namo Rambe)
Cinta Rakyat is een bestuurslaag in het regentschap Deli Serdang van de provincie Noord-Sumatra, Indonesië. Cinta Rakyat telt 59 inwoners (volkstelling 2010).